# 北奧吉爾維爾 (印地安納州)
北奧吉爾維爾（英語：North Ogilville）是位於美國印地安納州巴塞洛繆縣的一個非建制地區。該地的面積和人口皆未知。

## 地理
北奧吉爾維爾的座標為39°07′55″N 86°00′28″W / 39.13194°N 86.00778°W，而該地的平均海拔高度為199米（即653英尺）。